# New Italo Sin
I New Italo Sin, conosciuti anche come New Sin, sono un gruppo synth pop italiano formato dal duo Anita Campagnolo (cantante) e Luigi Stefanini (chitarrista e polistrumentista).

## Storia
La band inizia l'attività nel 1982, con il nome New Sin.
La prima formazione del gruppo era la seguente: Anita Campagnolo (voce), Luigi Stefanini (tastiere), Giancarlo Lucca (tastiere), Marco Zonta (chitarra), Domenico Cappella (batteria). Il genere musicale del gruppo era principalmente la New Wave.
Nel 1983 vengono contattati dal disc jockey S.B.1 che chiede loro di realizzargli un brano. Nasce cosi il brano "Try to telephone", che segna la prima incursione della band nel genere dance. Il brano viene inciso nel gennaio 1984 nello studio di registrazione Gulliver, a Treviso, con la produzione di Enrico Monti e Gianni Ephrikian, ed esce per l'etichetta Holly Records.
In seguito, solo Anita e Luigi rimangono a far parte della band, e decidono di seguire una strada musicale più rivolta al genere dance - synth pop.
Il duo firma un contratto con l'etichetta Holly Records, e nel 1984 esce il singolo "Old man"- "Sometimes". Con il brano "Sometimes", Luigi e Anita partecipano alle selezioni indette a Milano dalla casa discografica CGD, per partecipare al concorso "Due voci per SanRemo". Superate le selezioni, il duo partecipa con il brano "Old man" alla competizione che viene ospitata, in varie puntate, nella trasmissione televisiva Domenica in in onda sull'emittente televisiva Rai 1. I New Sin superano tutte le selezioni, e arrivano alla finale, dove si aggiudicano il terzo posto.
Nel 1985, il gruppo pubblica il singolo "Black fantasy", con il quale partecipano all'edizione del 1985 del Festivalbar. Nel 1986 proseguono l'attività di concerti in italia, aggregandosi alle tournée di artisti quali Sandy Marton e Tracy Spencer.
Nel 1987 Luigi è costretto a sospendere l'attività per un anno, per svolgere il servizio militare, e un'ulteriore pausa è dovuta alla necessità di terminare i suoi studi di filosofia. Dagli anni 90, Luigi e Anita concentrano la loro attività nel campo degli studi di registrazione: Luigi come tecnico del suono ed Anita come corista, grafica e fotografa.
Nel 2017, ricominciano a comporre brani italo-disco, dando vita al progetto "New Italo Sin". Per restare fedeli alle sonorità del genere, il duo utilizza esclusivamente sintetizzatori analogici originali degli anni 80, collezionati e restaurati negli anni da Luigi.

## Discografia

### Singoli
- 1983 - Try to telephone (Holly Records/CGD)
- 1984 - Old Man / Sometimes (Holly Records/CGD)
- 1985 - Black fantasy (Holly Records/CGD)